# さがほのか
さがほのかはイチゴの品種名。佐賀県で開発された。日本での生産量が多く、知名度も高いイチゴの「五大品種」としてとちおとめ、あまおう、さちのか、紅ほっぺと共に挙げられている。
佐賀県では新品種いちごさんへの切り替えが行われており、2021年には切り替えが完了する。

## 特徴
粒は大きく円錐形をしている。表面は鮮赤色でつやがある。酸味は弱めで、育成時の気候が暖かだと香りと甘みが増す。果実は堅めなため、傷みにくい。
炭そ病、うどんこ病への耐性は低い。

## 品種開発の経緯
佐賀2号として開発が行われた。
1991年に大錦を種子親に、とよのかを花粉親として交配させ、5個体を選別。1992年から1993年に系統選別を行い、1994年には栽培特性試験を行った。1995年より「佐賀2号」として現地適応試験を実施。1997年3月に品種登録の申請を行った。2001年に品種登録された。
2021年3月20日に登録から存続期間20年間の育成者権が満期につき消失した。

## イメージキャラクター
2007年より着せ替え人形玩具のリカちゃんがイメージキャラクターとして採用され「わたし、ほのかに恋してる。」「子どもの頃から、ずっと好き。」といったキャッチコピーとともに、白やピンクにフリル付きのドレス衣装を着て、大きなイチゴを抱えるリカちゃんの絵柄は、製品パックの包装フィルムにも使用された。ポスターなどは2020年までに10パターン以上が作製されている。
次世代の品種いちごさんへの切り替えが完了することから、2020年にイメージキャラクターから引退することが発表された。

## 中国・韓国による無断栽培問題
中華人民共和国および大韓民国の種苗関連インターネット販売サイトにおいて、さがほのかを含む日本で開発されたイチゴやブドウなどの農産物計36品種が、開発者の自治体などの了承がない状態で掲載されていたことを農林水産省は2020年9月24日に明らかにしている 。